# ليبيون فينيقيون
الليبيون الفينيقيون أو الليبوفينيقيون في المصادر اليونانية (باليونانية: Λιβοφοίνικες)‏ من سكان شمال إفريقيا تحت حكم قرطاج. حتى إذا اعترف البحث بالجانب المظلم للاسم، فمن المقبول أن المصطلح يمكن أن يتداخل مع مجموعات مختلطة من الأفارقة والقرطاجيين.